# Radio Society of Great Britain
The Radio Society of Great Britain (RSGB) – ogólnokrajowa organizacja członkowska zrzeszająca krótkofalowców Wielkiej Brytanii i niektórych terytoriów zależnych. Stowarzyszenie założone zostało w roku 1913 jako London Wireless Club, a zalegalizowane w roku 1926. Aktualnie RSGB ma około 55 000 licencjonowanych członków. Mecenasem związku jest Książę Filip.
The Radio Society of Great Britain jest organizacją non-profit i zajmuje się między innymi:
- promowaniem i nauką praktyki w dziedzinie radiokomunikacji i innych powiązanych dziedzinach;
- ułatwia wymianę informacji i pomysłów w tych tematach pomiędzy swoimi członkami;
- publikuje miesięcznik o tematyce radiokomunikacyjnej RadCom oraz wydał wiele książek o tematyce technicznej.

RSGB dba o maksymalną swobodę działania wszystkich swoich członków, pośrednicząc między nimi a kontrolującym i nadzorującym rynek mediów i telekomunikacji w Wielkiej Brytanii organem Ofcom i chroniąc ich w ten sposób przed ewentualnymi niekorzystnymi zmianami w przepisach regulujących pracę krótkofalowców.
RSGB jest również wydawcą jednego z najpopularniejszych programów i dyplomów w świecie krótkofalarskim Islands on the Air (IOTA).
Podczas II wojny światowej cała Rada RSGB i wielu członków stowarzyszenia zostało przyjętych do MI8, znanego jako Radio Security Service (RSS), którego zadaniem było przechwytywanie tajnych transmisji radiowych wroga.